# Justus de Huybert
Justus de Huybert (Zierikzee, 1610 - 4 de setembre de 1682) va ser un polític i diplomàtic holandès. Va ocupar càrrecs als Estats de Zelanda a mitjans del segle XVII.

## Vida

### Vida personal
Justus (batejat Joos, en memòria del seu avi) va ser el segon fill del regent de Zierikzee Adriaan de Huybert, que va ocupar molts càrrecs al govern de la ciutat de Zierikzee a la província de Zelanda de la República Holandesa, i d'Anthonetta Teellinck. Va estudiar dret a la universitat de Leiden. Es va casar tres vegades, amb Anna Engelbrecht (1640), Levina Munniks i Geertruida Vorstius (1676; després d'enviduar dues vegades), i va tenir dues filles: Genoveva i Antònia, i un fill: Adriaan, del primer matrimoni.

### Carrera
Justus no va poder ser membre del Vroedschap de la ciutat de Zierikzee, perquè el seu pare ja n'era membre, però el 1645 va ser nomenat Schepen de la ciutat. El 1649 va seguir un nomenament com a síndic (pensionaris) i escrivà de la ciutat.
El 1652 els Estats de Zelanda el van nomenar ambaixador de la República Holandesa a Dinamarca-Noruega i Suècia. El 1660 va ser enviat juntament amb nl (Godard Adriaan van Reede), Coenraad van Beuningen, i Joan van Gendt en una ambaixada a França per concloure un nou tractat de comerç de la República Holandesa amb el rei Lluís XIV de França, que va acabar amb èxit el 1662.
Després de la mort del gran pensionari (raadpensionaris) de Zelanda Adriaan Veth el 1663, els Estats de Zelanda van encarregar a De Huybert l'elaboració d'una nova instrucció per als grans síndics de la província, cosa que va fer al cap d'una setmana. A continuació, els Estats el van nomenar el seu secretari (i el del Gecommitteerde Raden de la província) el 1664. Va ocupar aquest càrrec fins a la seva mort el 1682.
El 1668, juntament amb el seu oncle Pieter de Huybert, el gran pensionari de Zelanda, Justus va promoure l'acceptació de Guillem III, el príncep d'Orange, com a primer noble de Zelanda, demostrant les seves credencials orangistes.
El 1672, tots dos De Huybert van ser conductors darrere de l' expedició naval de Cornelis Evertsen el Jove que recuperaria Nova Holanda als anglesos el 1673.